# 栾共子
栾共子（？—前709年），姬姓，栾氏，名成，谥共，又被称为栾共叔、共叔成，是栾宾之子，春秋时期晋国分裂时期翼的大夫。
前709年春，曲沃武公讨伐翼城，杀死了晋哀侯，因为栾共子的父亲栾宾曾辅佐曲沃武公的祖父曲沃桓叔，曲沃武公劝阻栾共子说：“假如你不为晋哀侯效忠而殉死，我就带你去进见周天子，让他任命你为上卿，执掌晋国的政务。”栾共子拒绝了，说：“我听说：‘人在世间生活靠的是父亲、师长和国君，要始终如一地事奉他们。’父亲给我生命，师长给我教诲，国君给我食禄。没有父亲就不会来到人世，没有国君的食禄就不会长大，没有师长的教诲就不会知道家族的历史，所以必须一心一意事奉他们。只要是他们的事，就必须出死力效劳。用死报答他们的养育之恩，用力报答他们的赏赐之惠，这是做人的道理。我岂敢为了一己的私利废弃做人的道理？那样的话你又怎么让我尽忠呢？况且你只知道劝我不为晋哀侯效忠而死，却不知道如果我苟且到曲沃事奉你，就是怀有二心。跟随国君却怀有二心，国君如何用他？”栾共子便战斗至死。